# Convocazioni alla Grand Champions Cup maschile 2017
Elenco dei giocatori convocati per la Grand Champions Cup 2017.

## Brasile
| N° | Nome                | Ruolo | Data di nascita   | Squadra |
| -- | ------------------- | ----- | ----------------- | ------- |
| -  | Renan Dal Zotto     | All   | 19 luglio 1960    | -       |
| 1  | Bruno de Rezende    | P     | 2 luglio 1986     | Sesi    |
| 2  | Isac Santos         | C     | 13 dicembre 1990  | Sada    |
| 6  | Tiago Brendle       | L     | 21 ottobre 1985   | BVC     |
| 8  | Wallace de Souza    | S/O   | 26 giugno 1987    | Funvic  |
| 9  | Raphael de Oliveira | P     | 14 giugno 1979    | Funvic  |
| 10 | Otávio Pinto        | C     | 27 febbraio 1991  | Funvic  |
| 11 | Rodrigo Leão        | S/O   | 5 giugno 1996     | Sada    |
| 13 | Maurício de Souza   | C     | 29 settembre 1979 | BVC     |
| 14 | Douglas de Souza    | S     | 20 agosto 1995    | Sesi    |
| 16 | Lucas Saatkamp      | C     | 6 marzo 1986      | Sesi    |
| 17 | Thales Hoss         | L     | 25 aprile 1989    | APAV    |
| 18 | Ricardo Lucarelli   | S     | 14 febbraio 1992  | Funvic  |
| 19 | Maurício Silva      | S     | 4 febbraio 1989   | Arkas   |
| 20 | Renan Buiatti       | S/O   | 10 gennaio 1990   | Sada    |

## Francia
| N° | Nome                  | Ruolo | Data di nascita  | Squadra           |
| -- | --------------------- | ----- | ---------------- | ----------------- |
| -  | Laurent Tillie        | All   | 1º dicembre 1963 | RC Cannes         |
| 2  | Jenia Grebennikov     | L     | 13 agosto 1990   | Lube              |
| 4  | Jean Patry            | S/O   | 27 dicembre 1996 | Montpellier       |
| 5  | Trévor Clévenot       | S     | 28 giugno 1994   | Piacenza          |
| 6  | Benjamin Toniutti     | P     | 30 ottobre 1989  | ZAKSA             |
| 7  | Kévin Tillie          | L     | 2 novembre 1990  | ZAKSA             |
| 8  | Julien Lyneel         | S     | 15 aprile 1990   | Porto Robur Costa |
| 11 | Antoine Brizard       | P     | 11 maggio 1994   | Spacer's Toulouse |
| 12 | Stéphen Boyer         | S/O   | 10 aprile 1996   | Chaumont          |
| 14 | Nicolas Le Goff       | C     | 15 febbraio 1992 | İstanbul BB       |
| 16 | Daryl Bultor          | C     | 17 novembre 1995 | Montpellier       |
| 18 | Thibault Rossard      | S/O   | 28 agosto 1993   | Asseco Resovia    |
| 21 | Barthélémy Chinenyeze | C     | 28 febbraio 1998 | Spacer's Toulouse |

## Giappone
| N° | Nome              | Ruolo | Data di nascita  | Squadra            |
| -- | ----------------- | ----- | ---------------- | ------------------ |
| -  | Yuichi Nakagaichi | All   | 2 novembre 1967  | -                  |
| 1  | Issei Ōtake       | S/O   | 3 dicembre 1995  | Chūō Daigaku       |
| 2  | Hideomi Fukatsu   | P     | 1º giugno 1990   | Panasonic Panthers |
| 3  | Naonobu Fujii     | P     | 5 gennaio 1992   | Toray Arrows       |
| 6  | Akihiro Yamauchi  | C     | 30 novembre 1993 | Panasonic Panthers |
| 7  | Takashi Dekita    | C     | 13 agosto 1991   | Sakai Blazers      |
| 8  | Masahiro Yanagida | S     | 6 luglio 1992    | Bühl               |
| 9  | Satoshi Ide       | L     | 16 gennaio 1992  | Toray Arrows       |
| 10 | Shūzō Yamada      | S     | 27 novembre 1992 | Toyoda Trefuerza   |
| 12 | Shōhei Yamamoto   | S     | 21 marzo 1991    | JT Thunders        |
| 14 | Yūki Ishikawa     | S     | 11 dicembre 1995 | Top Volley Latina  |
| 15 | Haku Ri           | C     | 27 dicembre 1990 | Toray Arrows       |
| 16 | Kentarō Takahashi | C     | 8 febbraio 1995  | Toray Arrows       |
| 18 | Taishi Onodera    | C     | 27 febbraio 1996 | Tōkai Daigaku      |
| 19 | Hiroaki Asano     | L     | 6 ottobre 1990   | Toyoda Trefuerza   |

## Iran
| N° | Nome                  | Ruolo | Data di nascita  | Squadra           |
| -- | --------------------- | ----- | ---------------- | ----------------- |
| -  | Igor Kolaković        | All   | 4 giugno 1964    | -                 |
| 1  | Farhad Salafzoon      | P     | 6 dicembre 1992  | Matin Varamin     |
| 2  | Milad Ebadipour       | S     | 17 ottobre 1993  | Sarmayeh Bank     |
| 3  | Saman Faezi           | C     | 23 agosto 1991   | Paykan            |
| 4  | Saeid Marouf          | P     | 20 ottobre 1985  | Paykan            |
| 5  | Farhad Ghaemi         | S     | 28 agosto 1989   | Sarmayeh Bank     |
| 6  | Mohammad Mousavi      | C     | 22 agosto 1987   | Sarmayeh Bank     |
| 8  | Mostafa Heydari       | L     | 14 dicembre 1991 | Saipa             |
| 10 | Amir Ghafour          | S/O   | 6 giugno 1991    | Paykan            |
| 11 | Farhad Nazari         | S     | 22 maggio 1984   | Paykan            |
| 12 | Mojtaba Mirzajanpour  | S     | 7 ottobre 1991   | Urmia             |
| 14 | Mohammad Manavinezhad | S     | 27 novembre 1995 | Paykan            |
| 17 | Reza Ghara            | S/O   | 31 luglio 1991   | Kalleh Mazandaran |
| 19 | Mahdi Marandi         | L     | 12 maggio 1986   | Paykan            |
| 20 | Masoud Gholami        | C     | 9 febbraio 1986  | Saipa             |

## Italia
| N° | Nome                 | Ruolo | Data di nascita   | Squadra            |
| -- | -------------------- | ----- | ----------------- | ------------------ |
| -  | Gianlorenzo Blengini | All   | 29 dicembre 1971  | Lube               |
| 2  | Luigi Randazzo       | S     | 30 aprile 1994    | BluVolley Verona   |
| 4  | Luca Vettori         | S/O   | 26 aprile 1991    | Modena             |
| 5  | Luca Spirito         | P     | 30 ottobre 1993   | Porto Robur Costa  |
| 6  | Simone Giannelli     | P     | 9 agosto 1996     | Trentino           |
| 7  | Fabio Balaso         | L     | 20 ottobre 1995   | Padova             |
| 9  | Daniele Mazzone      | C     | 4 giugno 1992     | Trentino           |
| 10 | Filippo Lanza        | S     | 3 marzo 1991      | Trentino           |
| 11 | Simone Buti          | C     | 19 settembre 1983 | Sir Safety Perugia |
| 13 | Massimo Colaci       | L     | 21 febbraio 1985  | Trentino           |
| 14 | Matteo Piano         | C     | 24 ottobre 1990   | Modena             |
| 16 | Oleg Antonov         | S/O   | 28 luglio 1988    | Trentino           |
| 17 | Iacopo Botto         | S     | 22 settembre 1987 | Milano             |
| 18 | Giulio Sabbi         | S/O   | 10 agosto 1989    | Molfetta           |
| 19 | Fabio Ricci          | C     | 11 luglio 1994    | Porto Robur Costa  |

## Stati Uniti
| N° | Nome              | Ruolo | Data di nascita   | Squadra               |
| -- | ----------------- | ----- | ----------------- | --------------------- |
| -  | John Speraw       | All   | 18 ottobre 1987   | -                     |
| 1  | Matthew Anderson  | S     | 18 aprile 1987    | Zenit-Kazan           |
| 2  | Aaron Russell     | S     | 4 giugno 1993     | Sir Safety Perugia    |
| 3  | Taylor Sander     | S     | 17 marzo 1992     | Beijing               |
| 4  | Jeffrey Jendryk   | C     | 15 settembre 1995 | Loyola Chicago        |
| 7  | Kawika Shoji      | P     | 11 novembre 1987  | Lokomotiv Novosibirsk |
| 10 | Thomas Jaeschke   | S     | 4 settembre 1993  | Asseco Resovia        |
| 11 | Micah Christenson | P     | 8 maggio 1993     | Lube                  |
| 14 | Benjamin Patch    | S/O   | 21 giugno 1994    | Brigham Young         |
| 15 | Carson Clark      | S/O   | 20 gennaio 1989   | Stati Uniti           |
| 17 | Maxwell Holt      | C     | 12 marzo 1987     | Modena                |
| 19 | Taylor Averill    | C     | 5 marzo 1992      | Padova                |
| 20 | David Smith       | C     | 15 maggio 1985    | Czarni Radom          |
| 21 | Dustin Watten     | L     | 27 ottobre 1986   | Czarni Radom          |
| 22 | Erik Shoji        | L     | 24 agosto 1989    | Lokomotiv Novosibirsk |